# エル・ダバ原子力発電所
エル・ダバ原子力発電所（英: El Dabaa Nuclear Power Plant）は、カイロから北西に320キロメートルのマトルーフ県エル・ダバに建設が予定されているエジプト初の原子力発電所である。この発電所には4つのVVER-1200原子炉が建設され、これによりエジプトはこの地域で第3世代+の原子炉を持つ唯一の国となる予定である。

## 歴史
2015年11月19日、エジプトとロシアは、ロシアがエジプト初の原子力発電所を建設し、資金を提供するという最初の合意書に調印した。2017年12月、エジプトのアブドルファッターフ・アッ＝シーシー大統領とロシアのウラジーミル・プーチン大統領の立ち会いのもと、4基のVVER-1200の建設に関する予備契約が締結された。ロスアトムが発電所を建設し、全ライフサイクルにわたってロシアの核燃料を供給する予定である。
原子力発電庁 (NPPA)は、2021年6月に1号機と2号機、2021年12月に3号機と4号機の建設許可申請書を提出した。2022年6月、1号機に対する許可がエジプトの原子力規制・放射線当局 (ENRRA)によって発給された。2022年7月、最初の安全関連のコンクリートが打設された。

## 費用
このプロジェクトの費用は287.5 億USドルで、そのうち85%がロシアの融資によって賄われ、残りの15%をエジプトが用意する予定である。ロシアの貸付金は年利3%で22年かけて返済される予定である。